# Colo-i-Suva Forest
Colo-i-Suva Forest är ett naturreservat i Fiji. Den ligger i den centrala delen av landet, 12 km norr om huvudstaden Suva. Colo-i-Suva Forest ligger 56 meter över havet. Den ligger på ön Viti Levu.
Terrängen runt Colo-i-Suva Forest är kuperad åt sydväst, men åt nordost är den platt. Runt Colo-i-Suva Forest är det ganska tätbefolkat, med 90 invånare per kvadratkilometer. Närmaste större samhälle är Suva, 12,4 km söder om Colo-i-Suva Forest. I omgivningarna runt Colo-i-Suva Forest växer i huvudsak städsegrön lövskog.